# Péricles Pereira
Péricles Santos Pereira (* 10. dubna 1993, Mindelo, Kapverdy) známý jako Pecks je kapverdský fotbalový obránce a reprezentant, aktuálně hraje v portugalském klubu Gil Vicente.

## Reprezentační kariéra
V A-týmu Kapverd debutoval v roce 2012.
Zúčastnil se Afrického poháru národů 2013, kde reprezentace Kapverd postoupila překvapivě do čtvrtfinále, v němž prohrála s Ghanou 0:2. Byla to první účast Kapverd na Africkém poháru národů.